# WYSIWYG
A WYSIWYG angol nyelvű rövidítés, feloldása: what  you see is what you get (amit látsz, azt kapod). A mondás 1924-ből származik, megelőzve a modern szövegszerkesztők korát; régebben a kereskedelemben használták.

## A WYSIWYG jelentése
Egy számítógépes dokumentummal legalább háromféle dolog történik: a dokumentum szerkesztése, tárolása és kényelmes olvasása.
- A dokumentum kényelmes olvasása régebben egyet jelentett a kinyomtatással és a lenyomat olvasásával, míg a képernyők növekedésével gyakorivá vált a kinyomtatott változattal szinte pontról pontra azonos számítógépes látvány közvetlen olvasása a képernyőről. Akár kinyomtatott, akár képernyőről olvasott dolog a látvány, annak fő jellemzője mindenképp az, hogy kétdimenziós.
- A dokumentum tárolása számítógépes fájlokban történik, amely fájloknak alapvető tulajdonsága az egydimenziósság, pontosabban hogy a fájlok alaptermészete szerint bennük az információ libasorba állított karakterek, bájtok formájában történik. Emiatt szóba sem kerül, hogy az egydimenziós fájl közvetlenül a kétdimenziós látványt tartalmazza, hanem helyette a látványra vonatkozó, egy dimenzióban is leírható látvány-vezérlő parancsok vannak a szövegben elhelyezve.
- A szerkesztés az előbbi két pólus, azaz a dokumentumot tároló fájl tényleges technikai tartalma és a dokumentum kényelmesen olvasható látványa közötti jelentős távolság okozta gondokkal terhes. Az egydimenziós fájl tartalmát kell olyanra szerkeszteni, hogy az ahhoz tartozó kétdimenziós látvány éppen a szándékolt legyen.

Minden szerkesztő rendszernek van egy koncepciója, hogy szerkesztés közben a szerkesztést végző ember mit is lát a képernyőn. Ezen látvány sok esetben valahol egy köztes félúton van a fájl technikai tartalma és a dokumentum kényelmesen olvasható tartalma között. Számos szövegszerkesztő programnál a szerkesztést végző ember választhat, hogy a két pólus között hol helyezkedjék el a szerkesztés közbeni látvány. E választási lehetőségnek az az oka, hogy mind a két pólusnak meg van a maga előnye és hátránya, és a szerkesztést végző ember pillanatnyi céljától is függ, hogy az adott helyzetben melyik kompromisszum a kényelmesebb számára.
A WYSIWYG jelentése az, hogy a szerkesztő rendszer nagyon erősen, a kényelmes olvasási látványhoz közeli kompromisszumra van beállítva, vagy egyáltalán ilyenre beállítható.

## WYSIWYG kompromisszum
Kompromisszum nem jelent negatívumot, csak pontosan jelzi, hogy egymással inherens módon ellentmondó szempontok között valahogy dönteni kell, és több ilyen döntésből álló csokor a kompromisszum.
A kétdimenziós látvány forráskódja egydimenziós a forráskódot tartalmazó fájl egydimenzióssága miatt. Első közelítésben azonnal látszik, hogy a forráskód közvetlen olvasása hátrányokkal terhelt kell hogy legyen. Második közelítésben könnyen látszik a WYSIWYG előnye. Harmadik fejlődési fázis, amikor a WYSIWYG hátránya felismerődik. Negyedik fázis, amikor az ember reálisan látja a forráskód előnyeit is.

### Forráskód hátránya
Néhány példa a teljesség igénye nélkül:
- A webböngészők többsége a Ctrl+U billentyűkombináció lenyomásra egy külön ablakban megmutatja az aktuális oldal HTML-forráskódját. Tanulságos megnézni, hogy az áttekinthető és kényelmesen olvasható oldalak forrása gyakorta mennyire nehezen áttekinthető. Például számos esetben egy jól kiugró és lapozgatás közben is jól észrevehető Szakaszcím a forráskódban <h2>Szakaszcím</h2> módon jelenik meg, ráadásul a forráskód teljesen egységes betűméretével, azaz nehezebben észrevehető a forráskód lapozgatása közben.
- Wiki esetén is eltér a forráskód látványa a tényleges olvasásra szánt látványtól. A wiki lapok tetején vagy az egyes szakaszoknál lévő szerkesztés-t megnyomva látható és rögtön szerkeszthető is a forráskód. Az említett eltérés időnként oly mértékű, hogy a szerkesztési ablak alatt nem csak Lap mentése, hanem egy Előnézet megtekintése gomb is található.
- Wiki a TeX szedő- és tördelőrendszert használja matematikai képletek kódolására és szép megjelenítésére. A nemzeti alaptanterv szerint mindenkinek tanított, másodfokú megoldóképlet wiki forrása így tehát a <math>{-b\pm\sqrt{b^2-4ac}\over2a}</math> módon néz ki. Gyakorlott szem persze azonnal érti, hogy itt matematikai képletről lehet szó, amelynek a forráskódja nagyon hasonlít arra az élőnyelvi mondatra, hogy „mínusz bé plusz-mínusz négyzetgyök (angolul SQuareRooT) bé-négyzet (a ^ jel sok más kontextusban is a hatványozás jele) mínusz négy-á-cé, per (angolul OVER) két-á”, azaz íme:

{\displaystyle {-b\pm {\sqrt {b^{2}-4ac}} \over 2a}}

### WYSIWYG előnye
- tartalmi áttekinthetőség, mert WYSIWYG számos esetben helyesen mutatja a tartalmat (majd a hátrányoknál éppen arról lesz szó, hogy számos más esetben meg éppen helytelenül mutatja a tartalmat), és így a szerkesztő a kétdimenziós tartalomra koncentrálhat a fájlban való tárolásból adódó egydimenziós technikai háttér helyett;
- azonnali bizonyosság az eredmény milyenségéről, mert a WYSIWYG az eredményhez közeli állapotot mutatja a forrás helyett;
- tartalom szerinti szerkesztési navigáció, azaz a látványban közvetlenül a látvány szerint logikus mozdulattal a megfelelő részhez kattinthatunk és azt átszerkeszthetjük, míg a forráskód esetén, különösen összetettebb táblázatok, szép vektorgrafikus ábrák vagy matematikai képletek esetén nem kis ügyességet igényel a forráskód vonatkozó részét tévedés nélkül megtalálni.

### WYSIWYG hátránya
- számos esetben helytelenül mutatja a tartalmat; e probléma állatorvosi lova a középre zárt címek és a sortörések:
  - a végső látvány alapján nehéz a bizonyosság szintjén eldönteni, hogy egy felirat pontosan középen van-e, vagy csak nagyjából;
  - egy konkrét, végső látványból nem ítélhető meg, hogy más laptükörmérettel történő nyomtatáskor egy most középen látszó szöveg valóban középen marad-e;
  - ahogy nyitott kérdés a végső látvány alapján, hogy egy cím középre zárt-e, ugyanúgy nem lehet látni, hogy a sortörések, a szavak elválasztása hogyan alakul más sorhosszal történő nyomtatáskor;
  - mind a mai napig gyakori, hogy a címeket csak kézzel, nagyjából középre igazítják, és nem jelzik a rendszernek, hogy az más helyzetben is mindig középre zárandó;
  - az országos lapok szintjén még 2008-ban is igen gyakran előforduló hiba volt, hogy egy sor közepén elvá- lasztott szavakat találtunk, mert ezeket csak a kényelmes WYSIWYG-módon ellenőrizték, és nem pedig a forráskód szintjén, így az olvasószerkesztő esetleg nem a végleges hasábszélességgel végezte az ellenőrző olvasást.
- súlyos erőforrást igényel az eredmény minőségéről kapott azonnali bizonyosság, mert nem elegendő a forráskód puritán szerkesztési megjelenítése, hanem az eredő látványt kell kiszámolni, így létrehozni az annak megfelelő grafikus képet. Egy távoli gépen lévő dokumentum még a világháló viszonylagos gyorsasága ellenére sem szerkeszthető kényelmesen WYSIWYG-szerkesztővel. Márpedig a haladó számítógéphasználat során a távoli gép dokumentumainak szerkesztése időről időre előfordul.
- az azonnali láthatósággal kapcsolatban az azonnali kattintásra alapuló, tartalom szerinti szerkesztési navigáció feltételezi az állandó manuális munkát: célzást, kattintást, szerkesztést. A forráskódszint – ugyan a sok hátránya mellett – éppen az automatizálás terén nyújt sokat a „már jó ideje ugyanúgy kattintgatva fésülöm végig a dokumentumot” helyzetekben.
- a WYSIWYG jelentése manapság az internetes oldalaknál is különös értelmet kap, mert az eredeti HTML-/XML-koncepciónak megfelelően nem a tartalmat szolgáltató által előre eldöntött, hanem a tartalmat olvasó által szabadon beállított ablakméretben és preferált betűméretben illene az oldalaknak megjelenni. Ekkor egy igazi WYSIWYG-honlapszerkesztőnek valójában a szerkesztés közben, egymással párhuzamosan négy-öt különböző méretű böngészőablakban kellene megmutatni a különféle helyzetekben adódó WYSIWYG-eredményt. Ez egy szöveg begépelésénél azt jelentené, hogy míg az egyik ablakban egy konkrét méretezés mellett írjuk a szöveget, addig a maradék három-négy ablakban is megjelenik az éppen beírt szöveg, és a négy-öt ablak – az eltéréseknek megfelelően – másutt törné a sorokat, így a nagyobb dokumentumok esetén jelentősen eltérne a kétdimenziós elhelyezkedés összbenyomása.

Összegezve: a WYSIWYG bizonyos esetekben félrevezetően elfedi a forráskódban meglévő tartalmi hibát, más fontos esetekben pedig – a felhasználói oldal rugalmas megjelenítési igényei miatt – az egyetlen látható változatra koncentrálva, épp az eredeti értelmét veszti el.

### Forráskód előnye
- Az eredmény finomhangolása, mert ha egyszer ott a középre zárás parancsa olvasható, akkor az biztosan középre lesz zárva, mert ha ott két hasáb szélessége egy közös változóban van tárolva, akkor az a két hasáb biztosan egyforma széles lesz, mert ha a forráskódban egy szónak az elválasztási szabálya kivétel gyanánt felül van bírálva, akkor nem csak az észrevett helyen, hanem a teljes szövegben is bárhol a felülbírálás szerinti elválasztás lesz érvényben stb;
- A programozhatóság, azaz a dokumentum ismétlődő javításai és ismétlődő formai elemei a programozottság szikár következetességével lesz kivitelezve, és nem az egérrel célzó, kattintó és lassan kifáradó ember természetesen adódó hibáival terhelten;
- A forráskódban gondolkodó és közvetlenül azzal dolgozó emberek használhatják a különféle forráskódok virtuóz kezelését lehetővé tevő hatalmas program eszköz tárat, amely immár lassan négy évtizedre tekint vissza, és olyan matematikai háttérre is támaszkodik, mint a reguláris nyelvek (szabályos kifejezés, automata-elmélet);
- A forráskód szabaddá teszi az embert, nem válik a WYSIWYG szerkesztő elérhetőségétől függővé.

Forráskód nagy hátránya a szellemi igénye mind a hozzáértés terén, mind pedig az elképzelés terén, azaz a forráskód puritán látványa alapján elképzelni a tényleges végterméket.
WYSIWYG végül is a maga bajaival, az emberek elsöprő többsége számára realitássá és így elérhetővé egyszerűsíti a számítógépes alkotást.

## WYSIWYG magyarítása
Az angol „What You See Is What You Get”, azaz az „amit látsz, azt kapod” nagy félreértése és így hibája ott van, hogy nem gondol arra, hogy mennyire nem egyértelmű, hogy mit is akarunk kapni.
- A szerkesztés közbeni látvány ellenére az elsődleges eredmény nem a kétdimenziós látvány a maga esetlegességével, hanem a nem látott egydimenziós fájl a benne szereplő nem esetleges formázási parancsokkal. Hogy ez mennyire így van, azt jól érzékelteti, hogy levélben mellékletként vagy adathordozóra kirakva nem magát a látványt tudjuk valakinek átadni, hanem a WYSIWYG filozófia miatt nem látott forráskódot tartalmazó fájlt.
- Aki a WYSIWYG hátulütőit ismerve, mondjuk egy igényesebb kiadó tördelőszerkesztőjeként a szándékolt tartalmat helyesen előíró parancsokat tartalmazó tényleges forráskódot szeretné kapni, az az ember a szokásos értelemben vett WYSIWYG szerkesztők esetén, azok nevével homlokegyenest ellentétben éppen hogy nem azt kapja, mint amit lát!

A magyar fordítás éppen ezen komoly angol szakszóalkotási hibát küszöböli ki azzal, hogy arról beszél, ami a tényleges helyzet: ALAKHŰ, amely azonban egy olyan mondatból származik, amely az angol nyelvű hibát ugyanúgy tartalmazza, „Azt Látod, Amit Kapsz, HŰen”.

## A WYSIWYG története
A WYSIWYG kifejezés a Xerox Palo Altói Kutatóközpontjából származik, az 1970-es évek végéről. Akkor jött létre az első WYSIWYG szerkesztő, a Bravo az Alto számítógépen.